# Eerste Slag bij Franklin
De Eerste Slag bij Franklin vond plaats op 10 april 1863 in Williamson County Tennessee tijdens de Amerikaanse Burgeroorlog. Deze slag werd uitgevochten waar het jaar erop de Tweede Slag bij Franklin zou plaatsvinden op 30 november 1864.

## De slag
Generaal-majoor Earl Van Dorn leidde een verkenningstocht vanuit Spring Hill, Tennessee. Op 10 april botste zijn cavalerie op Noordelijke voorposten bij Franklin. Van Dorns aanval was zo zwak dat toen Granger een vervalst rapport ontving over een aanval op Brentwood, hij het grootste deel van zijn strijdmacht naar Brentwood stuurde. Granger dacht dat de aanval van Van Dorn een afleidingsmanoeuvre was.
Toen Granger ontdekte dat de aanval op Brentwood verzonnen was, keerde hij zich om en viel Van Dorn aan. Tot zijn verbazing had een van zijn officieren al het initiatief tot de aanval genomen. Brigadegeneraal David S. Stanley had Hughes’s Ford overgestoken met een brigade van de 4th U.S. Cavalry. Hij verscheen in de Zuidelijke achterhoede en ging over tot de aanval. Op de Lewisburg Road veroverde hij Freeman’s Tennessee Battery. Bij een tegenaanval van brigadegeneraal Nathan Bedford Forrest verloor Stanley de batterij. Deze aanval was de aanleiding voor Van Dorn om de aanval op Franklin te staken. De Zuidelijken trokken zich terug waarbij de Noordelijken de controle over deze regio behielden.

## Bron
- National Park Service - Franklin